# Macellomenia palifera
Macellomenia palifera is een Solenogastressoort uit de familie van de Macellomeniidae. De wetenschappelijke naam van de soort is voor het eerst geldig gepubliceerd in 1890 door Pruvot.